# 足利義種
足利 義種（あしかが よしかず/よしたね、天正2年9月2日（1574年9月16日） - 寛永7年4月13日（1630年5月24日））は、足利義助の子。平島公方3代。号は玄徳院。『平島記』を著わしたのは義種である。

## 生涯
慶長13年（1608年）、七浦山を所領としてもらっている。ここで切り出した木材や加工した炭など産物は、平島公方家の重要な資金源の一つであった。
慶長19年（1614年）、平島公方家側の史料では、大坂の陣の折り、大坂方としての参陣要請があったが、断っているという。
墓所は平島館にあったというが、現存していない。

## 家族
母は大内氏家臣の柳沢主膳正の娘。妻は平島公方家側の史料では足利義輝の弟・照山周暠の孫にあたる祝賀とし、他方『系図纂要』では中納言水無瀬氏成の娘という。
子に足利義次、足利義俊、宗徳（分右衛門）、飛め、寿満（中津藩士・西山図書室）。

## 平島記
『阿州足利平島伝来記』が本来の名前で、他に『平島記』、『平島家旧記』ともいう。『阿波國徴古雑抄』所載の書物。寛永6年（1629年）9月に、義種が嗣子義次に書き与えたものである。